# Escala (transport)

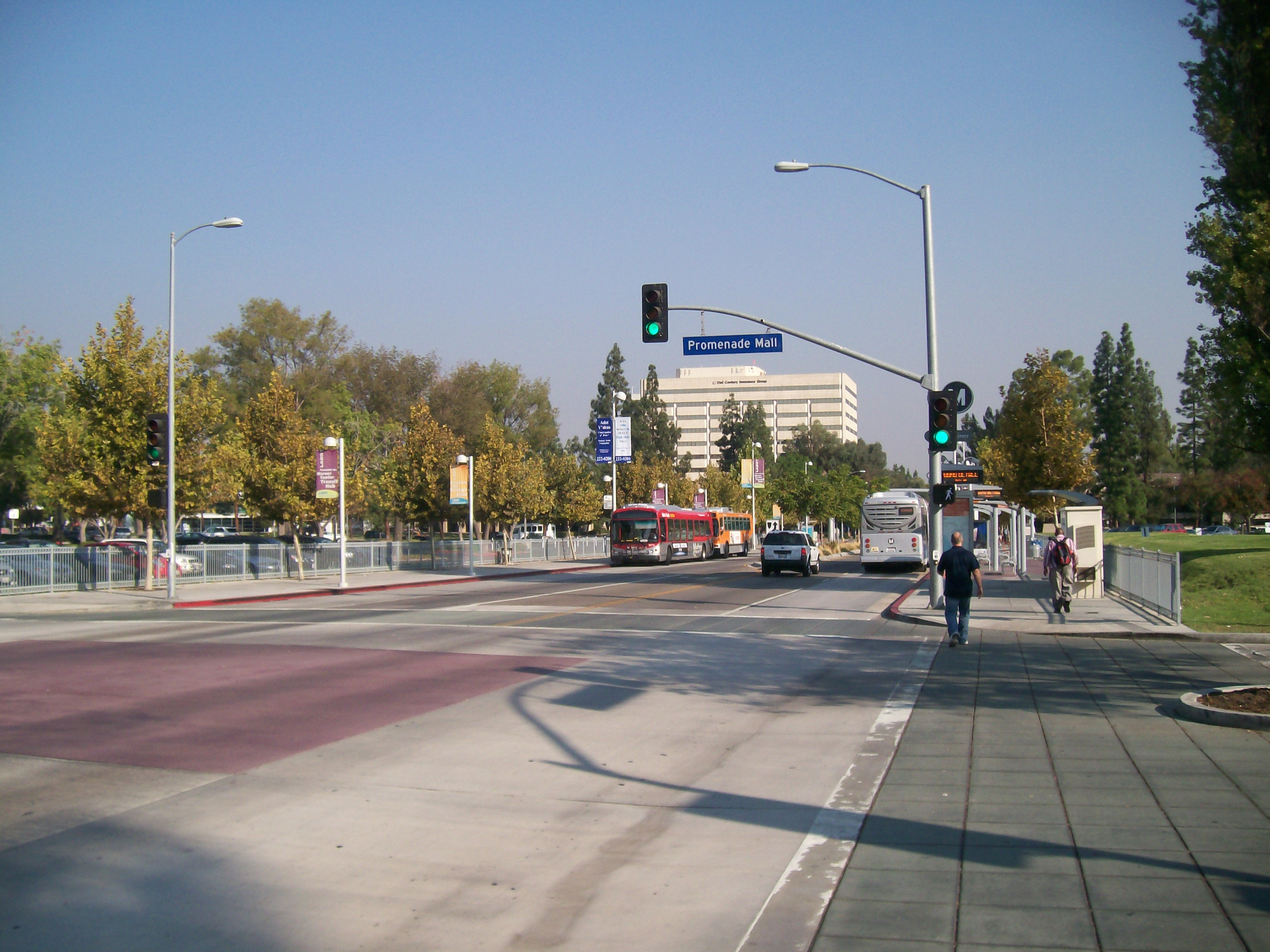
Escala per a autobusos al centre de transport públic Warner Center de LACMTA, Los Angeles

En el transport programat, una escala (també estació de pas o connexió) és un punt en què s'atura un vehicle, de manera que els passatgers puguin canviar de vehicle. En transport públic, normalment triga uns minuts a una terminal de viatges. Per als viatges en avió, on les escales són més llargues, els passatgers sortiran del vehicle i esperaran a la terminal, sovint per pujar a un altre vehicle que viatgi a un altre lloc.
Una estació de pas és una forma més llarga d’escala, que permet deixar el sistema de transport per fer turisme o allotjament durant la nit.

## Història
Històricament, una estació de pas era una instal·lació per descansar o canviar un equip de cavalls dibuixant una diligència. Normalment, els passatgers disposaven d’un àpat senzill que també podia utilitzar els lavabos. Els allotjaments bàsics durant la nit de vegades estaven disponibles en casos remots.

## Transport públic
Una escala per al transport massiu permet un curt període de recuperació incorporat a l’horari. Les escales s'utilitzen generalment per una o més de les raons següents: recuperar-se dels retards, proporcionar pauses al conductor i / o deixar temps per canviar el conductor. Els retards poden ser causats per una congestió de trànsit anterior o per un excés de temps d’embarcament .
A més d’utilitzar-se al final del viatge amb vehicle, les escales es poden programar en punts de cronometratge durant el viatge, en aquest cas sovint s'anomena temps de càrrega / descàrrega. En aquest cas, serveixen de temps addicional per a la càrrega i descàrrega de passatgers, que sovint es programa a les parades ocupades. També permeten passar el temps si un servei s'executa aviat, per evitar arribar a un punt de temps abans del previst.

## Ferrocarril i autobús de llarga distància
Una escala en els viatges de llarga distància en tren o autobús interurbà és un descans que un passatger ha de fer entre vehicles en un viatge de diversos vehicles. És el temps passat a la terminal després de deixar un vehicle i esperar a pujar al següent. Molts viatges interurbans i internacionals inclouen escales.
Igual que en el transport massiu, una escala en viatges de llarga distància pot proporcionar un descans realitzat per l'operador. Es diu que un vehicle s'estableix després d’acabar el recorregut i espera abans d’un viatge de tornada, o s'està fent un descans per canviar de tripulació o per descansar.

## Transport aeri
En el transport aeri, una parada o un trasllat (d’un avió a un altre) es considera una escala o connexió fins a un temps de connexió màxim permès, mentre que l’anomenada escala suposa un descans substancialment més llarg en l’itinerari de vol. El temps màxim depèn de moltes variables, però per a la majoria d’itineraris nord-americans i canadencs és de 4 hores i, per a la majoria d’itineraris internacionals (incloses les parades nacionals), és de 24 hores. En general, les escales són més barates que les escales, ja que les escales nocionals són accessòries per viatjar entre altres dos punts, mentre que les escales són una de les destinacions del viatger.